# Anopsobius productus
Anopsobius productus är en mångfotingart som beskrevs av Filippo Silvestri 1899. Anopsobius productus ingår i släktet Anopsobius och familjen fåögonkrypare. Inga underarter finns listade i Catalogue of Life.